# أمية (بنت جبيل)
رامية هي إحدى القرى اللبنانية من قرى قضاء بنت جبيل في محافظة النبطية.